# Interinato hetman
El hetman interino (en ucraniano: Наказний гетьман) fue una autoridad gobernante que entre los siglos XVII y XVIII reemplazó temporalmente en Ucrania al Hetman.
El hetman interino bien podía ser designado por un hetman o electo por el consejo de oficiales, que estaba compuesto por oficiales generales de rango superior o por coroneles. Este interinato llevó a cabo los deberes de un hetman durante las campañas militares en que éste no podía participar por alguna razón, en el transcurso de una prolongada ausencia o cuando el cargo de hetman quedaba vacante por renuncia, destitución o al morir el que estaba en funciones.
Era común que cuando no había un hetman titular, el hetman interino retenía los poderes de éste durante un período prolongado, como Yakym Somkó, quien fue designado por Yuri Jmelnytsky en 1660 y mantuvo el cargo hasta 1663. Otros ejemplos de esta forma de proceder fueron Demián Mnohohrishny, quien fue el suplente de Petró Doroshenko desde 1668 y Pavló Polubótok a partir de 1722, quien ocupó el cargo después de la muerte de Iván Skoropadski.
- Datos: Q2580770